# Rio Volturno
O rio Volturno é o principal rio do centro-sul da península Itálica, com um comprimento de 175 km e uma bacia que se estende por 5.550 km².